# Los Angeles County Sheriff's Department
Il Los Angeles County Sheriff's Department, ufficialmente il County of Los Angeles Sheriff's Department, in italiano Dipartimento dello sceriffo della Contea di Los Angeles, spesso abbreviato in LASD, è il più grande dipartimento dello sceriffo negli Stati Uniti, con 17.694 dipendenti. Tra i compiti principali dell'agenzia figurano il pattugliamento di 153 aree non incorporate e di 42 città nella Contea di Los Angeles; inoltre si occupa della sicurezza della Corte Superiore della Contea, del trasporto e della custodia dei detenuti nel sistema carcerario statale. Inoltre, l'agenzia si occupa, tra gli altri, della sicurezza nei servizi Metrolink e Los Angeles Metropolitan Transportation Authority, in 10 college statali, 117 parchi sotto gestione della contea, 16 ospedali; provvede infine alle investigazioni di omicidi e all'addestramento per gli agenti nelle aree della contea.

## Personale
Essendo il più grande dipartimento dello Sceriffo negli Stati Uniti, il Los Angeles County Sheriff's Department conta circa 17.926 impiegati: di questi, più di 9.972 sono agenti e 7.964 impiegati civili dello staff. L'agenzia conta inoltre 4.200 volontari civili e 791 agenti di riserva. Lo Sceriffo della Contea è da novembre 2022 Robert G. Luna. Gli agenti del Los Angeles County Sheriff's Department gestiscono un'area di 8210 km², con più di tre milioni di abitanti.

## Gradi e insegne
Dal grado di tenente a quello di sceriffo le insegne del grado sono rappresentate sulla divisa sotto forma di spillette attaccate al collare della camicia, mentre per altri gradi, come quello di sergente, le insegne si trovano sulla parte superiore della manica.

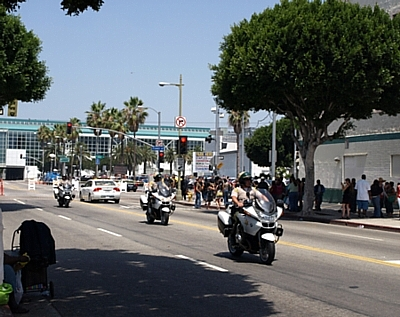
Alcuni agenti del LASD in moto durante il pattugliamento dello Staples Center a Los Angeles.

| Titolo                                                            | Insegna              |
| ----------------------------------------------------------------- | -------------------- |
| Sceriffo                                                          |                      |
| Sotto Sceriffo                                                    |                      |
| Assistente Sceriffo                                               |                      |
| Capo Divisione                                                    |                      |
| Comandante d'Area                                                 |                      |
| Capitano                                                          |                      |
| Tenente                                                           |                      |
| Sergente                                                          |                      |
| Vice Sceriffo (Bonus II) [Master FTO o incarichi di supervisione] | Master FTO Rank LASD |
| Vice Sceriffo (Bonus I) [FTO o Incarichi speciali]                |                      |
| Vice Sceriffo                                                     | Nessuna insegna      |

## Accademia
La Sheriff's Academy è tornata nel 2014, dopo 30 anni, nel Biscaluz Center, situato a sua volta nel Monterey Park. L'addestramento nell'accademia ha una durata di 22 settimane.

## Sistema penitenziario della contea
È compito dello Sheriff's Department gestire il sistema penitenziario della contea. L'agenzia si occupa in particolare di pene brevi in tutta la contea (includendo anche città maggiori come Los Angeles). Il Men's Central Jail e il Twin Towers Correctional Facility si trovano a Los Angeles, poco a nord dalla stazione centrale. Il North County Correctional Facility è la prigione più grande delle quattro situate nel Pitchess Detention Center, nella comunità di Castaic. Il carcere femminile è invece il Century Regional Detention Facility, situato a Lynwood.

### Problemi

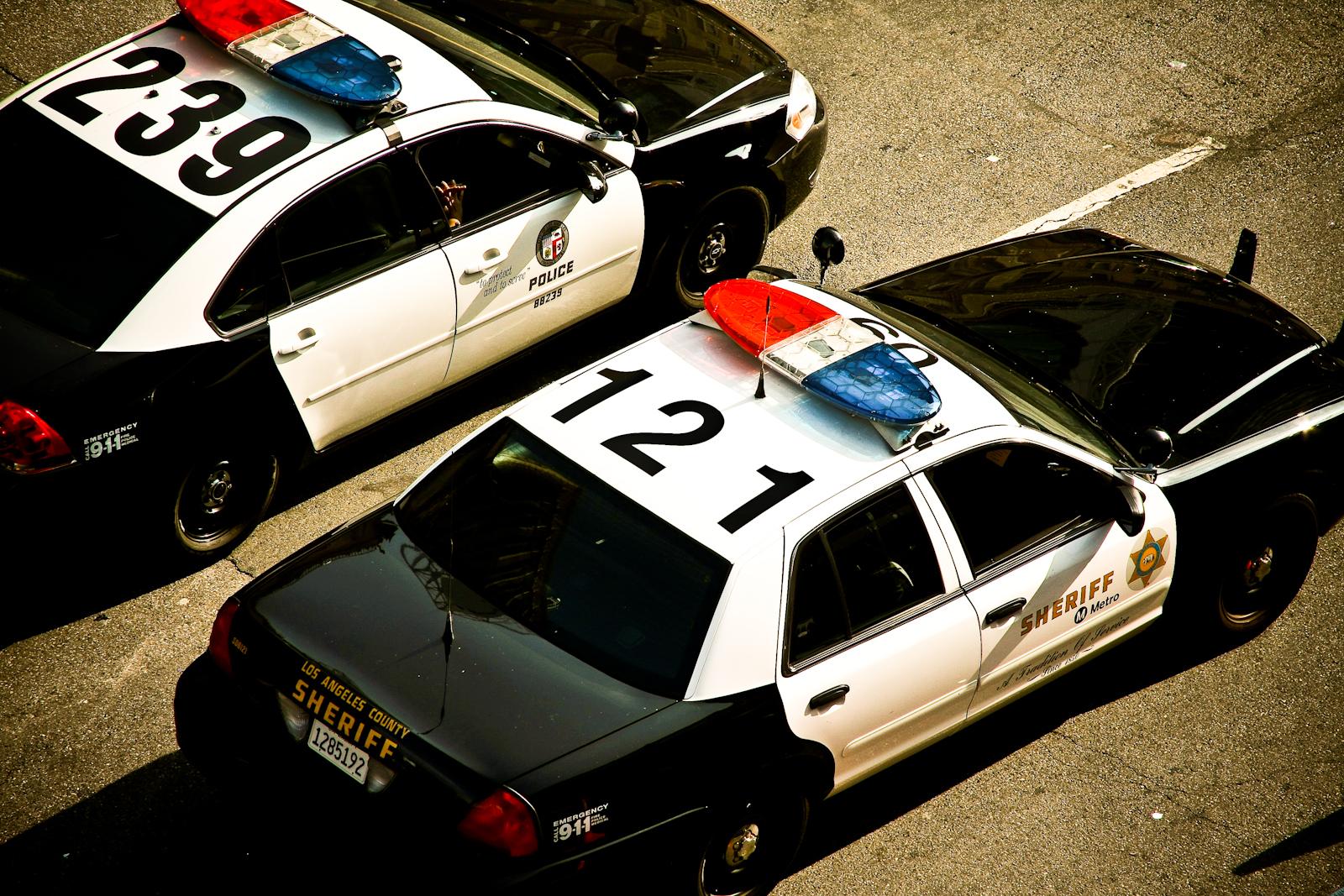
In alto a sinistra, un'auto del Los Angeles Police Department; in basso un'auto del Los Angeles County Sheriff's Department.

Dato il grande numero di carcerati (il dipartimento incarcera circa 200.000 persone ogni anno), il sistema penitenziario soffre di vari problemi: il Men's Central Jail e il Twin Towers Correctional Facility sono considerate dal Mother Jones Magazine come le peggiori prigioni negli Stati Uniti.